# 成田市立三里塚小学校
成田市立三里塚小学校（なりたしりつ さんりづかしょうがっこう）は、千葉県成田市本三里塚にある公立小学校。

## 概要
三里塚は、成田市の南部にあり、富里市・芝山町・多古町に隣接している。従来の学区のおよそ半分が空港敷地となり、現学区は成田国際空港A滑走路の南西部に沿う形に位置し、三里塚・本三里塚・三里塚光ヶ丘・三里塚御料・南三里塚・新駒井野等から成り立っている。
学校に隣接する道路には、現在の騒音を表示するデジタル表示板が設定されている。

## 沿革
- 1891年（明治24年） - 「三里塚尋常小学校」発足。
- 1902年（明治35年） - 大清水区に遠山小学校設立、三里塚小学校を廃し、統合。
- 1920年（大正9年） - 「遠山小学校三里塚分教場」開設。
- 1950年（昭和25年）4月1日 - 「遠山村立三里塚小学校」として遠山小学校から分離独立。
- 1954年（昭和29年） - 「成田市立三里塚小学校」と改称。
- 1962年（昭和37年）4月10日 - 学校給食開始。
- 1968年（昭和43年）8月1日 - プール施工。
- 1969年（昭和44年）6月18日 - 御料牧場閉場。9月1日より御料牧場移転のため児童数減少始まる。
- 1971年（昭和46年）10月16日 - 新校舎竣工（一級防音、鉄筋3階建）。
- 1974年（昭和49年）
  - 1月30日 - 交通模擬道路の完成。
  - 9月30日 - 講堂（体育館）竣工（一級防音）。
- 1979年（昭和54年）3月26日 - 校舎増築竣工（普通教室6）。
- 1980年（昭和55年）4月1日 - 特殊学級を本校舎内に開設。
- 1988年（昭和63年）
  - 2月28日 - 校舎増築工事（二級防音、普通教室6、教材室3、談話コーナー3、機械室1）竣工。
  - 3月31日 - 運動場拡張工事と校地周辺・学校林内整備工事実施。
- 1989年（平成元年）11月5日 - 独立40周年記念事業実施。
- 1990年（平成2年）
  - 3月1日 - まきばコース整地、さく作り。
  - 9月30日 - 駐車場、門道舗装、正門（赤門）補修。
- 1991年（平成3年）12月25日 - 冷暖房設備改修工事。
- 1992年（平成4年）1月25日 - 設立百周年記念事業実施。
- 1993年（平成5年）
  - 4月1日 - 本城小が三里塚小より分離し、開校。
  - 8月8日 - 池工事実施。
- 1994年（平成6年）
  - 6月20日 - プール大改修工事。
  - 12月15日 - 第一校舎大改修工事と車輪用通用門設置工事実施。
- 1995年（平成7年）7月15日 - 中庭グリーン広場整備工事。
- 1996年（平成8年）
  - 2月20日 - 工程散水栓埋設（配管のみ）工事。
  - 4月1日 - ワールド学級（日本語指導教室）設置。
- 1997年（平成9年）
  - 3月30日 - ポンプ小屋設置。
  - 7月30日 - 第二校舎大改修工事。
- 1998年（平成10年）
  - 6月30日 - 体育倉庫改修工事。
  - 10月27日 - コンピューター20台設置。
- 1999年（平成11年）
  - 2月15日 - 校舎改修工事（アウトスペース舗装・芝張り替え）。
  - 11月20日 - 創立50周年記念事業実施。
- 2003年（平成15年）4月1日 - 情緒障害児学級を開設。
- 2004年（平成16年）5月21日 - 新屋内運動場竣工。
- 2005年（平成17年）4月23日 - 新屋内運動場完成式。
- 2006年（平成18年）3月15日 - 新中庭グリーン広場・新屋内運動場連絡通路完成。
- 2008年（平成20年）
  - 1月24日 - 老朽化遊具撤去・新設工事（滑り台・雲梯・ジャングルジム）。
  - 9月1日 - 三里塚児童ホームが校地内に移設・開所。
- 2009年（平成21年）11月20日 - 独立60周年記念事業実施。
- 2015年（平成27年）
  - 1月29日 - 改修工事（空調、トイレ）。
  - 3月13日 - プレハブ校舎増築。
  - 10月2日 - 屋内運動場天井等落下防止対策工事。
- 2019年（令和元年）
  - 8月 - 赤門補強工事（解体・復元）。
  - 10月9日 - 独立70周年記念事業実施。

## 学区
畑ケ田の一部、大清水の一部、三里塚、本三里塚、南三里塚、東三里塚、新駒井野、古込、木の根、天浪、三里塚光ケ丘、三里塚御料

## 進学先中学校
- 成田市立遠山中学校

## アクセス
- JRバス関東「八日市場成田線」・成田市コミュニティバス「遠山ルート」で、「三里塚小学校前」バス停下車。
- JR東日本成田線（本線・空港支線・我孫子支線）成田駅・JR東日本総武本線八日市場駅[3]・成田空港（第1ターミナル・第2ターミナル）からは、JRバス関東「八日市場成田線」に乗車し、「三里塚小学校前」バス停下車。
- 京成電鉄本線・東成田線・成田空港線京成成田駅からは、成田市コミュニティバス「遠山ルート」に乗車し、「三里塚小学校前」バス停下車。
- なお、JRバス関東は京成成田駅前に、成田市コミュニティバスはJR成田駅前に、それぞれ非経由となる。

## 学校周辺
- 成田市三里塚児童ホーム - 同一敷地内
- 成田市三里塚第二児童ホーム - 同一敷地内
- 千葉県道62号成田松尾線
- 智妙寺
- 千葉県警成田合同庁舎
- 光が丘共同利用施設
- 三里塚記念公園
  - 御料牧場記念館
- 三里塚御料郵便局
- 成田国際空港
- 三里塚幼稚園